# Gheris Es-soufli
Gheris Es-soufli  (in arabo اغريس السفلي‎?) è un centro abitato e comune rurale del Marocco situato nella provincia di Errachidia, regione di Drâa-Tafilalet. Conta una popolazione di 6 867 abitanti (censimento 2014).